# Mariam Hernández
Mariam Hernández   (Fuerteventura, 25 d'abril de 1981) és una actriu espanyola.
El 1999 amb 18 anys va deixar Fuerteventura per a traslladar-se a Madrid per estudiar comunicació audiovisual. Des del 2014 fins al 2016 va interpretar Nieves a la sèrie de televisió Gym Tony de Cuatro i, més endavant, Henar Pacheco a Amar es para siempre d'Antena 3.